# Бююкдере (булевард)
Бююкдере (на турски: Büyükdere Caddesi) е основен булевард, който минава през районите Шишли (квартал Есентепе), Бешикташ (квартал Левент) и Саръйер (квартал Маслак) от европейската страна на Истанбул, Турция. Започва от джамията Шишли и се движи в източна посока отчасти под виадукта на вътрешноградската магистрала O-1 през Меджидиекьой, Есентепе, докато стигне до Зинджирликую; където се свързва с булевард Барбарос и завива на север, минавайки през Левент, Санайи Махалеси, Маслак и край гората Фатих, завършвайки на склона Хаджъосман на границата на район Саръйер. Общата му дължина е 14 км. От Зинджирликую до Маслак, той образува гранична линия между районите Kаътхане на изток и Бешикташ на запад. Кръстен е на квартал Бююкдере в район Саръйер, с който се свързва. Това е основна артерия на централния бизнес район на Истанбул, който не се намира в историческия център на града.
Метролинията M2 (Йеникапъ–Хаджъосман) следва булеварда между Шишли и Хаджъосман, включва девет метростанции. Централи на много банки, бизнес центрове, търговски центрове, луксозни хотели и множество небостъргачи, построени през последните години, са разположени около булевард Бююкдере, правейки го важен път на финансовия, бизнес и социалния живот.
Жилищните или офис небостъргачи, намиращи се на булевард Бююкдере, включват: Diamond of Istanbul, Istanbul Sapphire, Işbank Tower 1, Sabancı Center, Kanyon Towers, Finansbank Tower и други. Известни търговски центрове на авенюто включват: Zorlu Center, Kanyon Shopping Mall, MetroCity AVM и Özdilek Park.
Образователните институции по булеварда включват университета Халич, професионалната гимназия по строителство ISOV, кампуса Mаслак на Истанбулския технически университет, университета Ъшък и професионалния колеж на техническия университет Йълдъз.
Две големи гробища са разположени на булеварда: итало-еврейското гробище Mеджидийекьой и гробището Зинджирликую.
На 20 ноември 2003 г. централата на HSBC Bank Turkey на булевард Бююкдере в Левент е взривена с кола бомба от терорист (атентатор самоубиец), свързан с Ал Кайда, убивайки и ранявайки редица хора. Булевардът е затворен за движение в продължение на десет часа.
- Метростанция Левент на истанбулското метро на булевард Бююкдере
- Изглед към булевард Бююкдере в Левент
- Изглед към булевард Бююкдере в Левент
- Изглед към булевард Бююкдере в Левент